# Клуколово
Клуколово — деревня в Ям-Тёсовском сельском поселении Лужского района Ленинградской области.

## История
КЛУКОЛОВО — деревня при реке Череменке. Боровского сельского общества, прихода села Никольского.

Крестьянских дворов — 32. Строений — 172, в том числе жилых — 28. Школа. 

Число жителей по семейным спискам 1879 г.: 78 м. п., 91 ж. п.; по приходским сведениям 1879 г.: 80 м. п., 81 ж. п.

Сборник Центрального статистического комитета описывал её так:

КЛУКОЛОВА — деревня бывшая удельная при реке Оредеж, дворов — 28, жителей — 168; Часовня, лавка. (1885 год)

В конце XIX — начале XX века деревня административно относилась к Тёсовской волости 3-го стана 3-го земского участка Новгородского уезда Новгородской губернии.

КЛУКОЛОВО — Борского сельского общества, дворов — 40, жилых домов — 40, число жителей: 89 м. п., 87 ж. п. 

Занятия жителей — земледелие, выпас телят. Часовня, хлебозапасный магазин, мелочная лавка. (1907 год)

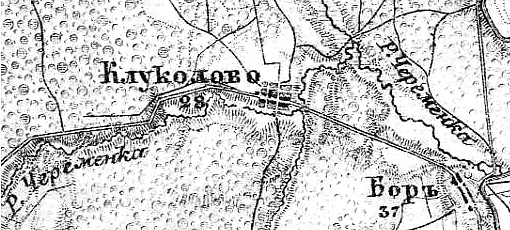
Деревня Клуколово на карте 1915 года

Согласно карте из «Исторического атласа Санкт-Петербургской Губернии» 1915 года деревня Клуколово насчитывала 28 крестьянских дворов.
С 1917 по 1927 год деревня Клуколово входила в состав Тёсовской волости Новгородского уезда Новгородской губернии.
С 1927 года, в составе Череменского сельсовета Оредежского района.
В 1928 году население деревни Клуколово составляло 162 человека.
По данным 1933 года деревня Клуколово входила в состав Череменского сельсовета Оредежского района.
C 1 августа 1941 года по 31 января 1944 года деревня находилась в оккупации.
С 1959 года, в составе Лужского района.
В 1965 году население деревни Клуколово составляло 46 человек.
По данным 1966 года деревня называлась Клуково и входила в состав Череменского сельсовета Лужского района.
По данным 1973 года деревня Клуколово входила в состав Чоловского сельсовета.
По данным 1990 года деревня Клуколово входила в состав Приозёрного сельсовета.
По данным 1997 года в деревне Клуколово Приозёрной волости проживали 6 человек, в 2002 году — 10 человек (все русские).
В 2007 году в деревне Клуколово Ям-Тёсовского СП проживали 6 человек, в 2010 году — 29, в 2013 году — 11.

## География
Деревня расположена в восточной части района на автодороге 41К-662 (Оредеж — Тёсово-4 — Чолово).
Расстояние до административного центра поселения — 21 км.
Расстояние до ближайшей железнодорожной станции Чолово — 5 км.
Деревня расположена на левом берегу реки Череменка.

## Демография
| 1879 | 1885 | 1909 | 1928 | 1965 | 1997 | 2007 |
| ---- | ---- | ---- | ---- | ---- | ---- | ---- |
| 169  | ↘168 | ↗176 | ↘162 | ↘46  | ↘6   | →6   |
| 2010 | 2013 | 2017 |      |      |      |      |
| ↗11  | →11  | ↘4   |      |      |      |      |

## Улицы
Центральная.